# Turó Gentil
El Turó Gentil és una muntanya de 608 metres que es troba al municipi de Castellar del Vallès, a la comarca del Vallès Occidental.